# Wiesław Olszak
Wiesław Bogumił Olszak (ur. 21 lipca 1925 w Kielcach, zm. 6 września 2018) – polski inżynier, profesor nauk technicznych, profesor zwyczajny Politechniki Szczecińskiej i Zachodniopomorskiego Uniwersytetu Technologicznego w Szczecinie, w latach 1972–1975 prorektor Politechniki Szczecińskiej.

## Życiorys
W okresie okupacji niemieckiej uczył się na tajnych kompletach, zdając egzamin maturalny i zostając absolwentem Liceum im. Stefana Żeromskiego w Kielcach. W latach 1944–1945 był żołnierzem Armii Krajowej, członkiem oddziałów pod dowództwem Zbigniewa Kruszelnickiego ps. „Wilk” i Mariana Sołtysiaka ps. „Barabasz”. Nosił pseudonim „Selim”. Za działalność partyzancką został odznaczony w latach 80. Krzyżem Partyzanckim i Krzyżem Armii Krajowej.
W 1951 ukończył studia na Akademii Górniczo-Hutniczej w Krakowie. Stopień naukowy doktora nauk technicznych uzyskał w 1962 na Politechnice Warszawskiej na podstawie rozprawy pt. Analiza procesu frezowania obwodowego z punktu widzenia dokładności i sztywności układu OPN ze szczególnym uwzględnieniem stanu geometrycznego powierzchni obrabianej. Tytuł profesora nadzwyczajnego otrzymał w 1975, zaś profesora zwyczajnego w 1990.
Początkowo pracował na stanowisku młodszego asystenta w Katedrze Mechanicznej Obróbki Materiałów AGH. Następnie został skierowany do pracy w Zakładach Naprawczych Taboru Kolejowego w Ostrowie Wielkopolskim, w których kierował działem przygotowania produkcji (1951–1952).
W 1952 podjął pracę w Szkole Inżynierskiej w Szczecinie, przekształconej w 1955 w Politechnikę Szczecińską. Na uczelni tej kierował Katedrą Obróbki Skrawaniem (1964–1981) i był dyrektorem Instytutu Technologii Mechanicznej (1981–1995). W latach 1969–1972 był dziekanem Wydziału Budowy Maszyn i Okrętów, a w latach 1972–1975 pełnił funkcję prorektora Politechniki Szczecińskiej. W 1995 przeszedł na emeryturę. W 2009 podjął pracę na nowo utworzonym Zachodniopomorskim Uniwersytecie Technologicznym w Szczecinie, na którym zajmował stanowisko profesora zwyczajnego.
Specjalizował się w technologii maszyn (proces frezowania, plastyczna obróbka gwintów na obrabiarkach skrawających). Opublikował ponad 100 prac, był autorem podręcznika pt. Obróbka skrawaniem (Warszawa 2008). Był członkiem m.in. Komitetu Budowy Maszyn PAN, Szczecińskiego Towarzystwa Naukowego i Akademii Inżynierskiej w Polsce. 21 października 1996 otrzymał tytuł doktora honoris causa Politechniki Szczecińskiej, a 24 września 2015 – Politechniki Świętokrzyskiej.
W październiku 1996, za wybitne osiągnięcia w działalności naukowo-badawczej oraz zasługi w pracy dydaktycznej,  został odznaczony Krzyżem Komandorskim Orderu Odrodzenia Polski. Wcześniej otrzymał Krzyż Kawalerski (1972) i Krzyż Oficerski (1986) OOP, a także Złoty (1966) i Srebrny (1956) Krzyż Zasługi oraz Medal Komisji Edukacji Narodowej (1974). 